# Jardín de Olhão
El Jardín de Olhão (en árabe: حديقة أولهاو,en francés: Jardin d'Olhão), también conocido como Jardín de Portugal, es un jardín situado en la ciudad de Agadir, Marruecos, concretamente en el barrio de Nouveau Talborjt. Fue inaugurado el 2 de marzo de 1992, durante la celebración del Día del Trono. Recibe el nombre de Olhão, debido a la ciudad costera del sur de Portugal. Alberga una exposición sobre el terremoto de Agadir de 1960, que devastó la ciudad.
El 24 de junio de 2023 fue inaugurada su remodelación, que costó unos 16 millones de dirhams marroquís.